# Mesoleptus sobrius
Mesoleptus sobrius är en stekelart som först beskrevs av Forster 1876.  Mesoleptus sobrius ingår i släktet Mesoleptus och familjen brokparasitsteklar. Inga underarter finns listade i Catalogue of Life.